# اندود گچ و سیمان
اندود گچ و خاک یا استاکو (به انگلیسی: Stucco) مخلوطی از کلوخه‌های سیمان و گچ است که در نمای ظاهری استفاده می‌شود.